# Berthe Trümpy
Berthe Trümpy (eigentlich Bertha Emilie Trümpy; * 29. Juni 1895 in Zürich; † 29. September 1983 in Orselina) war eine Schweizer Tänzerin, Choreografin und Tanzpädagogin. Nach dem Vornamen einer ihrer Grossväter legte sie sich den Künstlernamen Berthe Bartholomé zu.

## Leben
Berthe Trümpy wurde als erste von vier Töchtern des Industriellen Jakob Trümpy in Zürich geboren. Sie wuchs in Mitlödi im Kanton Glarus auf. Nach dem frühen Tod des Vaters im Jahr 1906 zog die Familie nach Zürich. Von 1910 bis 1913 besuchte Trümpy ein Internat in Lausanne, 1914 nahm sie ein Studium in Kunstgeschichte sowie ein Musik- und Sprachstudium auf. Ein Jahr später erkrankte sie lebensgefährlich an einer Bauchfellentzündung und wurde von Ferdinand Sauerbruch behandelt. Nach einem einjährigen Aufenthalt in St. Moritz war sie vollständig genesen.
1917 begann Trümpy ihre Ausbildung in der Tanzschule von Rudolf von Laban, wo sie von Mary Wigman unterrichtet wurde, deren Vertraute sie wurde. Als Wigman 1919 auf eine Deutschlandtournee ging, begleitete Trümpy sie geräuschmusikalisch. Sie war es auch, die Wigman ein Haus in Dresden finanzierte, in welchem diese eine Tanzschule betrieb. Trümpy leitete die Schule zusammen mit Wigman, unterrichtete und tanzte gemeinsam mit ihr, Yvonne Georgi, Gret Palucca und Lena Hanke. Sie gestaltete Soloabende und war für die Choreografien verschiedener Tänze verantwortlich.
1924 eröffnete Trümpy in Berlin eine eigene Tanzschule in einem unter anderem von Alfred Gellhorn entworfenen Haus und führte diese ab 1926 gemeinsam mit Vera Skoronel bis zu deren Tod 1932. Daraufhin vereinigte Trümpy ihre Tanzschule mit der von Dorothee Günther. Neben ihrer Schule in München unterhielt Günther auch eine in Berlin. Schliesslich schlossen sich die Schulen von Trümpy, Wigman und Palucca zur «Wigman-Schulgruppe im D.K.V.» (Deutscher Körperbildungsverband e. V.) zusammen, die damit dem Kampfbund für deutsche Kultur angehörte. 1938 wurde die Gruppe wieder aufgelöst.
Neben der Leitung ihrer Schule lehrte Trümpy an der Berliner Hochschule für Leibesübungen, entwickelte eine spezielle Armtrainingsmethode und hielt zwischen 1927 und 1930 Vorträge auf Tänzerkongressen. In den 1920er-Jahren übernahm sie die Leitung des Sprech- und Bewegungschors an der Berliner Volksbühne. Gemeinsam mit Vera Skoronel inszenierte sie 1927 Bruno Schönlanks Werk Der gespaltene Mensch mit einem Bewegungschor arbeitsloser junger Menschen. Weitere Veranstaltungen, für die Trümpy Massenszenen choreografisch einrichtete, waren 1937 die «Zunfttänze» zum im Olympiastadion stattfindenden 700. Stadtjubiläum Berlins, 1938 das Deutsche Turn- und Sportfest in Breslau, im gleichen Jahr die Berliner Sommerfestspiele und 1939 gemeinsam mit Dorothee Günther und Helge Peters-Pawlini das Festspiel «Triumph des Lebens» zum Tag der Deutschen Kunst im Münchner Dante-Stadion.
1939 verliess Berthe Trümpy Deutschland und ging nach Italien. Hier lernte sie Italienisch an der Universität Perugia und konvertierte nach einer Begegnung mit Papst Pius XII. zum Katholizismus. 1941 kehrte sie in ihr Heimatland zurück und übernahm dort vertretungsweise den Turnunterricht an verschiedenen Schulen. 1947 folgte sie einem Ruf des Universitätsspitals Zürich, wo sie mit dem Aufbau einer Schule für Physiotherapie betraut wurde. Zu dieser Zeit unternahm Trümpy den Versuch, einen entfernten Verwandten, Roberto Streiff, zu adoptieren. Da ihr dieses Vorhaben von den Behörden im Kanton Glarus untersagt wurde, zog sie mit ihm ins Tessin, wo ihrem Wunsch entsprochen wurde. Gemeinsam mit Streiff eröffnete sie in Brione ein Feinschmeckerrestaurant.
1979 zog sich Trümpy beim Sturz von einem Balkon schwere Beckenverletzungen zu. Nicht imstande, nach einem Krankenhausaufenthalt in Locarno ihr bisheriges Leben weiterzuführen, wurde sie in eine Klinik nach Orselina verlegt, wo sie im Alter von 88 Jahren verstarb.
Der Nachlass Berthe Trümpys befindet sich zum Teil in Privatbesitz, zum Teil im Deutschen Tanzarchiv Köln.

## Veröffentlichungen
- Berthe Trümpy, Vera Skoronel: Schriften Dokumente. Hrsg. René Radrizzani. Verlag Noetzel, Wilhelmshaven 2005, ISBN 978-3-7959-0853-9.